# Karel Absolon
Karel Absolon (Boskovice, 1877. június 16. – Brno, 1960. október 6.) cseh régész, barlangkutató. Jindřich Wankel unokája.

## Élete

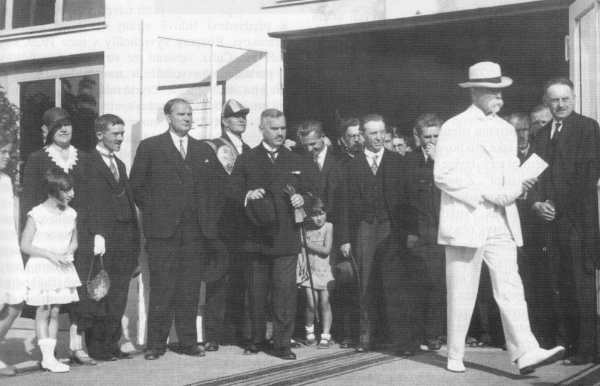
Absolon (jobboldalt) Tomáš Masaryk látogatásakor

A gimnáziumot Brünnben végezte, majd zoológiai tanulmányait Prágában folytatta. 1907-ben magán docenssé habilitált földrajzból. Előbb a sloupi barlangok kutatásával és barlangi rovarok gyűjtésével foglalkozott, majd a brünni Morva Múzeum kusztódja (őre) lett. 1908-1922 között 10 balkáni expedícióban vett részt, melyek eredményeit később közölte. 1918-tól paleolitikummal is kezdett foglalkozni, majd figyelmét a dolní věstonicei lelőhelyre összpontosította. Itt ásatásokat szervezett és a lelőhelyet széles körben ismertté tette. 1927-től a Károly Egyetem professzora lett. 1925-1930 között a Pekárna barlangot, majd a Macocha szakadékot is kutatta. Segítői voltak Emanuel Dania és Rudolf Czižek. A paleolitikum komplex kutatására interdiszciláris komissziót hozott létre, több társtudomány szakértőinek részvételével (például Josef Skutil régész, K. Zapletal geológus, A. Stehlík paleontológus). Munkásságát azonban kritikák érték, főként a külföldi kutatók részéről. 1938-ban nyugdíjazták. Fő célját az Anthropos intézet létrehozását azonban aktív élete során nem tudta elérni.

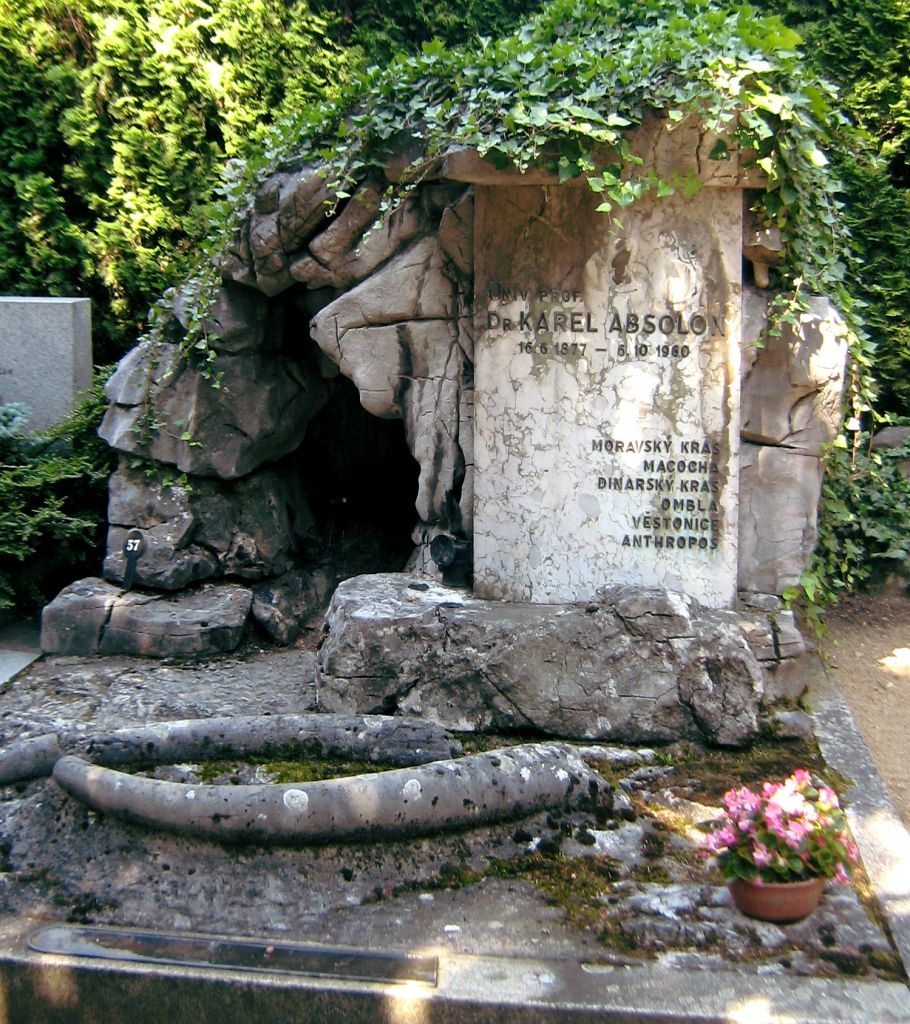
Sírja a brünni temetőben

## Válogatás műveiből
- Studie o jeskynních šupinuškách. Věstník klubu přírodovědeckého v Prostějově III, 1901, 83–117.
- Propasť Macocha na Moravě. Dle výprav výzkumných z r. 1901–1903. Brno 1904.
- Kras moravský. Monografie krasových zjevů v devonských vápencích planiny Drahanské. A. Wiesner.
- Praha 1905–1911.
- Vorläufige Mitteilung über das blinde Jedovnitz-Ruditzer Tal und die Hugonhöhlen. A. Wiesner, Praha 1907.
- Problém podzemních toků Punkvy v dějinném svém vývoji od stol. XVII. do 80. let min. století. Příspěvek k historické topografii Moravy. Věstník Klubu přírodovědeckého v Prostějově XII, 1909, 1–127.
- Krápníková jeskyně Punkvina a Kateřinská. Brno 1911. (1936-ig 11 bővített kiadás)
- Průvodce Moravským krasem, zejména jeho krápníkovými jeskyněmi. Turistická a přírodovědná příručka. Barvič a Novotný, Brno 1912.
- Předmost, eine Mammutjäger-Station in Mähren. In: Klaatsch-Heilborn: Der Werdegang der Menschheit und die Entstehung der Kultur, 357–373. Berlin.
- O studijní cestě po krasech francouzských. Sborník zeměpisných prací věnovaných Prof. V. Švamberovi, 105–114 a 2 tab. Praha 1926.
- Absolon, K. – Czižek, K.: Palaeolithický výkum jeskyně Pekárny na Moravě. AMM 24, 1926, 1–59 a 4 tab.; 25, 1928, 67–111 a 13 tab.; 26–27, 1932, 479–598 a 24 tab..
- New finds of fossil human skeletons in Moravia. Anthropologie VII, 1929, 79–89. Praha.
- Absolon, K. – Ksenemann, M.: Über die neue höhlenbewohnende Oncopoduraart (Collembola) aus dem dinarischen Karstgebiet nebst einer Übersicht der bisher bekannten Oncopoduraarten. Brünn 1932.
- O pravé podstatě palaeolithických industrií ze Šipky a Čertovy díry na Moravě. Anthropologie X, 1932, 253–269 a 3 tab. Praha.
- Absolon, K. – Zapletal, K. – Skutil, J. – Stehlík, A. 1933: Bericht der Čechoslovakischen Subkommission der "The international Commission for the Study of the fossil Man" bei den internationalen geologischen Kongressen. Brünn 1933.
- Otaslavice, eine neue grosse palaeolithische Station in Mähren mit Quarzitaurig-nacien. Brünn 1935.
- Über Grossformen des quarzitischen Aurignaciens der palaeolithischen Station Ondratice in Mähren. Typologie der sogenannten "Gigantolithen". Brünn 1936.
- Les flutes paléolithiques de l'Aurignacien et du Magdalénien de Moravie. Analyse musicale et ethnologique comparative avec démonstration. Congres Préhistorique de France XII. session (1936). Périgueux 1937, 770–784.
- Výzkum diluviální stanice lovců mamutů v Dolních Věstonicích na Pavlovských kopcích na Moravě. Pracovní zpráva za první rok 1924. Brno 1938.
- Die Erforschung der diluvialen Mammutjäger-Station von Unter-Wisternitz in Mähren. Arbeitsbericht über das zweite Jahr 1925. Brünn 1938.
- Stylové seskupení fossilních anthropomorfních ženských sošek. Anthropologie XVII, 193–203. Praha.
- Absolon, K. – Ksenemann, M.: Troglopedetini. Brünn 1942.
- Coleoptera z jeskyň balkánských. Příroda 35, 1943, 195–229.
- Výzkum jeskyně Pekárny na Moravě. Pestrý týden XVI–I, 1943, 31, 4–9; 32, 4–9. Praha.
- Výzkum diluviální stanice lovců mamutů v Dolních Věstonicích na Pavlovských kopcích na Moravě. Pracovní zpráva za třetí rok 1926. Polygrafie, Brno 1945.
- Praehistorický výzkum jeskyně Býčí skála na Moravě na srovnávacím základě. Polygrafie, Brno 1945.
- Paleoethnologická stavba velkých středoevropských diluviálních stanic. Příroda 40, 1947, 3–7, 25–29.
- The diluvial anthropomorphic statuettes and drawings, especially the so-called Venus statuettes, discovered in Moravia. Artibus Asiae 13, 1949, 201–220.
- Moravia in Palaeolithic Times. American Journal of Archaeology LIII, 1949, 19–28 a 2 tab.
- Dokumente und Beweise der Fähigkeiten des fossilen Menschen zu zählen im mährischen Paläolithikum. Artibus Asiae 20, 1957, 123–150.
- Moravský kras 1-2 (kolektivem). Praha 1970.
- Absolon, K. – Klíma, B.: Předmostí, ein Mammutjägerplatz in Mähren. Praha 1977.